# Quiriquina (localidad)
Quiriquina es un pueblo de la comuna de San Ignacio de la Región de Ñuble, en Chile. Es considerada la localidad de nacimiento del cantautor chileno, Víctor Jara, a pesar de que el dato sea controversial. Asimismo, en el pueblo se encuentra la casona de infancia del cantante.
La localidad cuenta con un centro de salud familiar, una tenencia de Carabineros de Chile, una radioemisora comunitaria, un colegio de enseñanza preescolar, básica, y media. Estadio Municipal, Parroquia, Cuerpo de Bomberos, Sede Comunitaria.
La principal población del sector se encuentra en la zona centro del pueblo y sus sectores y poblaciones aledañas como son Villa Santa Rosa, Villa Ebenezer, Villa Las Palmas. Los sectores de Calle Alegre, Selva Negra, Lourdes, Barrio Alto, La Greda también son parte de esta comunidad que cada día sigue aumentando su población por las comodidades que este pueblo ofrece.
La mayor parte de los habitantes viven de la agricultura, principalmente la papa, el trigo, remolacha, el maíz son una de las principales fuentes de ingreso de los habitantes.
La mayor parte de los habitantes de Quiriquina pertenecen al grupo socioeconómico D, por lo que su nivel de escolaridad, en promedio, alcanza los 6-7 años de estudios, no logrando completar la enseñanza básica. De acuerdo a datos de la CASEN, en la comuna predomina la jefatura de hogar femenina, siendo el grupo familiar más desprovisto económicamente.
Durante el mes de febrero, es realizado el Festival de la Papa, mientras que en temporada de Fiestas Patrias de Chile, se realizan ramadas en la ruta de acceso al pueblo, junto a la cercana localidad de Pueblo Seco.